# اسلاوا امیراگوف
اسلاوا امیراگوف (روسی: Слава Львович Амирагов؛ ۲۴ مارس ۱۹۲۶ – ۳ سپتامبر ۱۹۹۰) قایقران روئینگ اهل اتحاد جماهیر شوروی سوسیالیستی بود.
وی در مسابقات کشوری و بین‌المللی در مجموع برندهٔ ۳ مدال طلا، ۱ مدال نقره شده‌است.